# Zaley
Zaley (às vezes zalay) é um gênero musical do povo Zarma e dos Songais do Níger. Mais famoso nas décadas de 1940 e 1950, é um gênero dominado por artistas do sexo feminino, que tomam como tema de suas canções as virtudes dos homens cujas qualidades eles apreciavam. A palavra em si vem da língua Zarma e denota uma mistura de instrumentos musicais com vozes femininas; também passou a significar "busca amorosa". Alguns escritores descreveram o significado do gênero como sendo semelhante ao do romantismo na cultura europeia do século XIX.

Cantores notáveis de zaley incluem Haoua Issa e Bouli Kakasi.